# South Texas Project Electric Generating Station

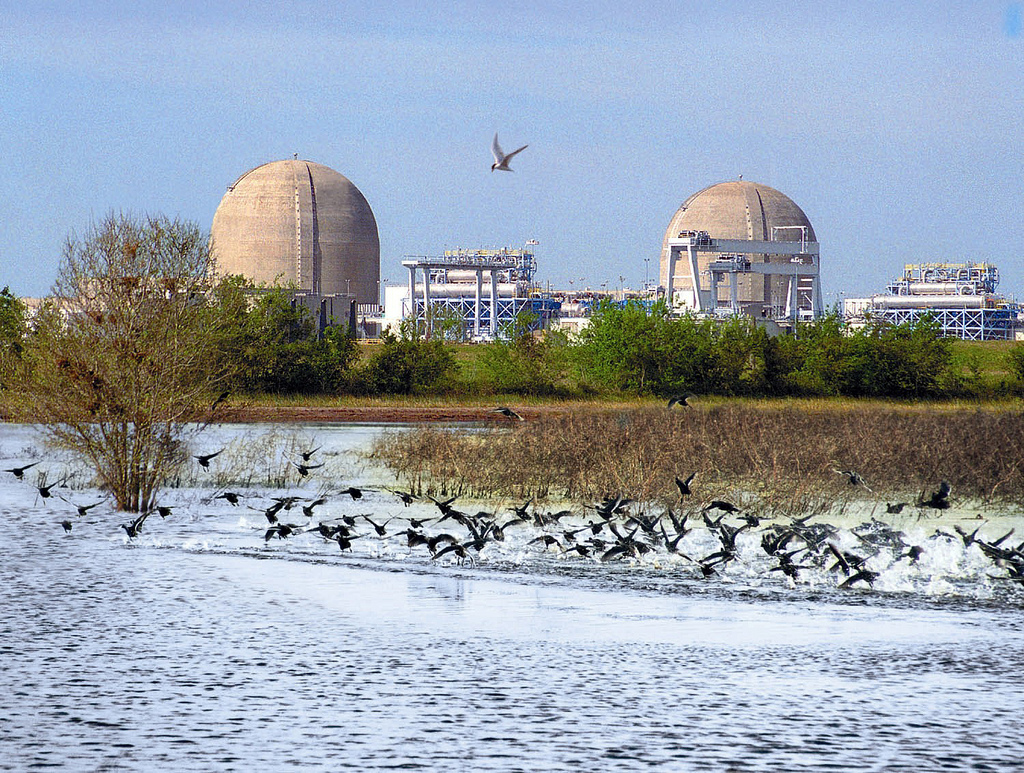
South Texas Project Electric Generating Station, okänt år.

South Texas Project Electric Generating Station är ett kärnkraftverk med två kärnreaktorer som kan producera maximalt 2 645 megawatt (MW) elektricitet. Kärnkraftsanläggningen ligger i Bay City, Texas i USA. South Texas Project ägs till 44% av Constellation Energy medan resten ägs av de offentligägda företagen CPS Energy (San Antonio; 40%) och Austin Energy (Austin; 16%).
Kärnkraftverkets reaktorer kom i drift 1988 och 1989.